# Zhutongfan

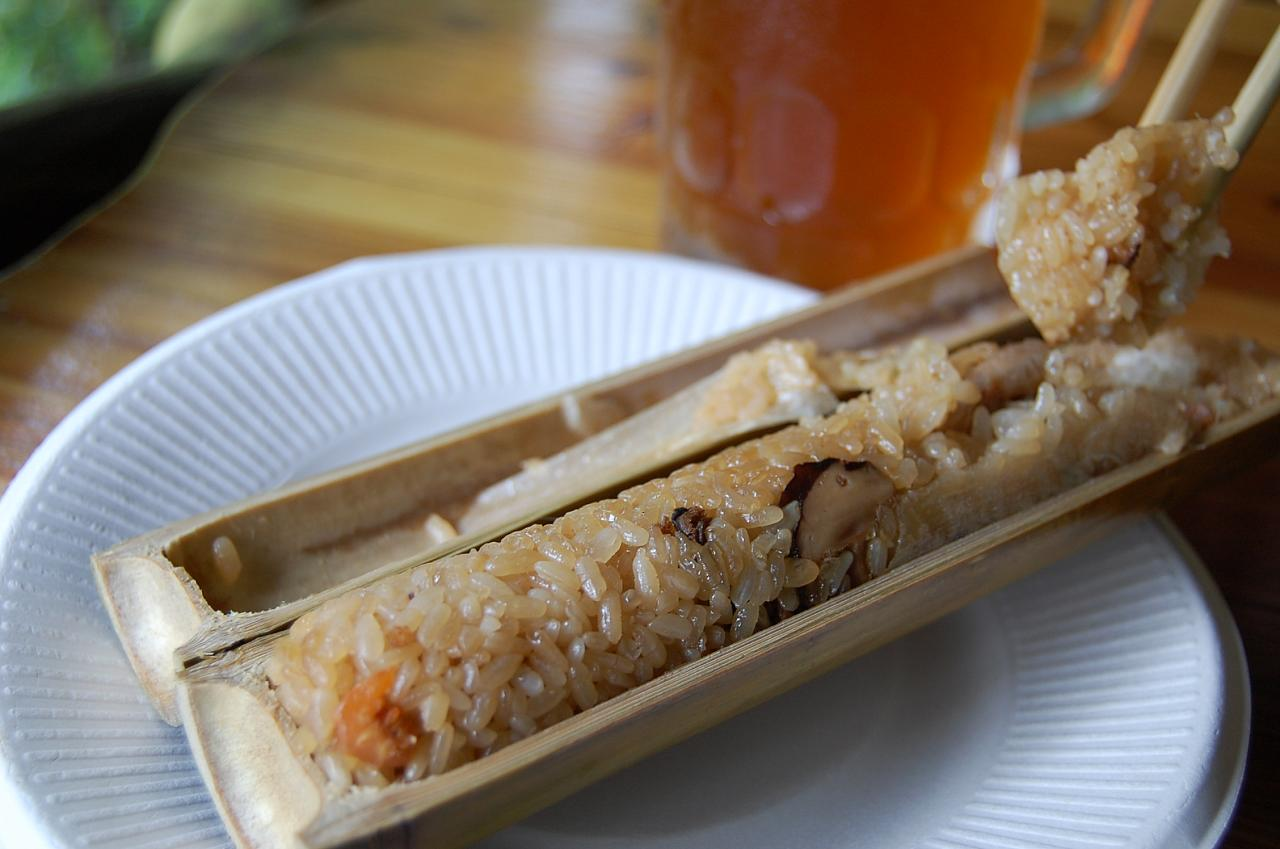
Zhutongfan majoritairement composé de riz.

Le zhutongfan (chinois simplifié : 竹筒饭 ; chinois traditionnel : 竹筒飯 ; pinyin : zhútǒngfàn ; litt. « riz (dans un) tube de bambou ») est un plat chinois de la minorité Li de l'île de Hainan, que l'on peut également trouver cuisiné par les Zhuang dans le village de Ping'an, situé dans la région autonome du Guangxi.
Comme son nom l'indique, le plat, à base de riz gluant, est cuisiné dans un tube de bambou. Les ingrédients, pouvant être des légumes, de la viande, de la volaille ou des mélanges de ceux-ci, sont placés dans des tubes de bambous fermés hermétiquement et placés sur un feu de braise pour la cuisson. Lorsque celle-ci est terminée, le bambou est coupé en deux pour pouvoir déguster le plat qu'il contient. La cuisson dans le tube de bambou parfume les ingrédients.

## Articles connexes

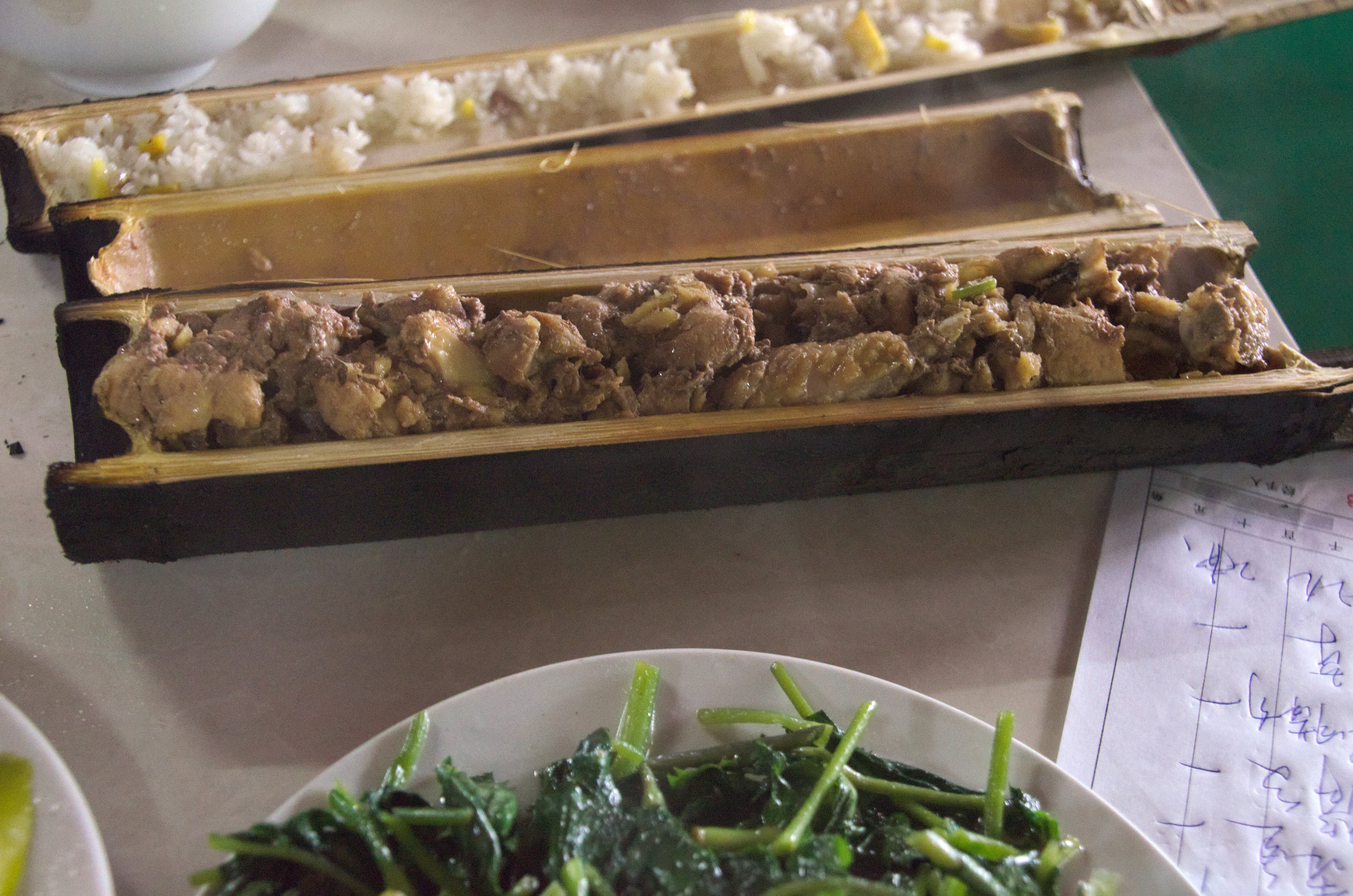
Zhutongfan à la viande.